# Wachregiment Berlin

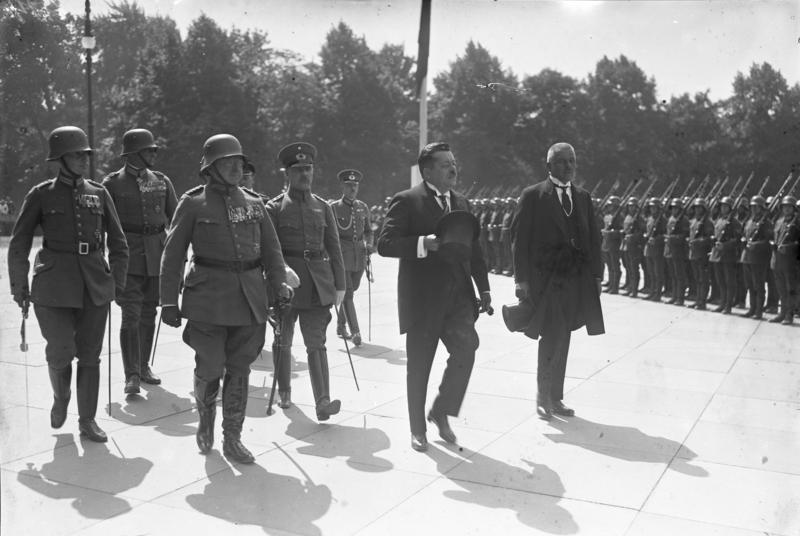
Reichswehr-Feier 1923 mit Reichspräsident Ebert und Ehrenkompanie der Reichswehr

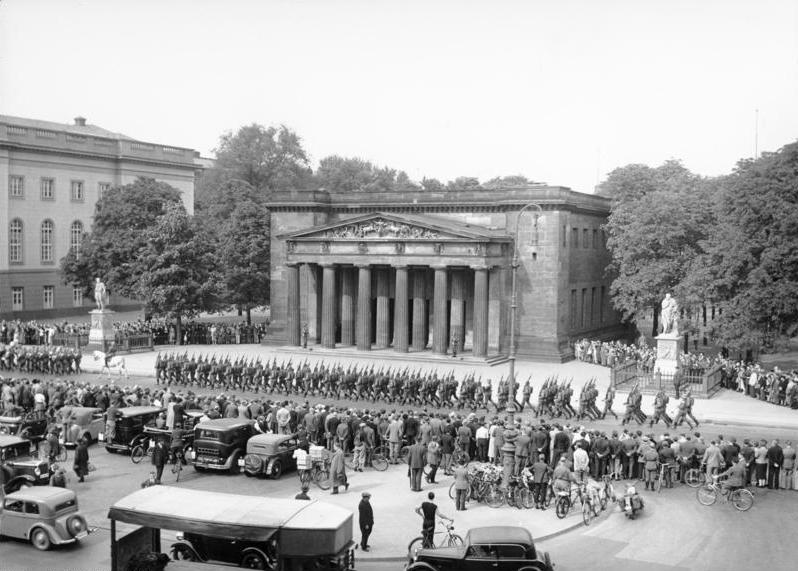
Großer Wachaufzug in der Zeit des Nationalsozialismus, Neue Wache 1938

Das Wachregiment Berlin (ursprüngliche Bezeichnung: Kommando Wachtruppe) war eine nach dem Ersten Weltkrieg im Juni 1921 aufgestellte militärische Formation der Reichswehr und später auch der Wehrmacht. Sie wurde zum Schutz von Regierungseinrichtungen, Personen sowie zu repräsentativen Zwecken wie Staatsempfängen oder Paraden eingesetzt. Sie lag in der Kaserne Rathenower Straße 9–18 in Berlin-Tiergarten (Moabit).
Das Kommando Wachtruppe war aus turnusmäßig nach Berlin kommandierten Kompanien aller Infanterie-Regimenter der Reichswehr zusammengesetzt. Es bestand aus sieben Schützen-Kompanien, von denen jede der sieben Divisionen der Reichswehr jeweils eine Kompanie stellte. Das Kommando bestand neben den sieben Schützen-Kompanien zusätzlich aus einer MG-Kompanie und einer Artillerie-Batterie, die hierfür extra abgestellt wurden. Die Kompanien wurden in der Regel nach drei Monaten abgelöst.
Reichspräsident Paul von Hindenburg führte ab 1925 wieder den Großen Wachaufzug Unter den Linden ein. Zweimal wöchentlich zog eine Kompanie der Wachtruppe mit Musik durchs Brandenburger Tor über den Pariser Platz in die Straße Unter den Linden, um dann in die Wilhelmstraße abzubiegen und vor dem Reichspräsidentenpalais die Wache abzulösen.
Am 2. August 1934, dem Todestag des Reichspräsidenten Paul von Hindenburg, wurde die aufmarschierte Wachtruppe, angetreten ohne Waffen, mit Trauerflor am linken Arm öffentlich und stellvertretend für die Reichswehr auf Hitler vereidigt. Die Wehrmacht ging durch das Gesetz für den Aufbau der Wehrmacht vom 16. März 1935 aus der Reichswehr hervor. Ab 1936 bestand das Kommando dann aus acht Schützen-Kompanien ohne MG-Kompanie. Am 23. Juni 1937 wurde die Wachtruppe Berlin in das Wachregiment Berlin umbenannt, ohne dass es dabei zu Änderungen in der Gliederung kam. Die Offiziere und Unteroffiziere wurden jetzt nur noch jährlich, die Mannschaften halbjährlich ausgewechselt.
Am 1. Juli 1939 wurde aus dem Wachregiment Berlin das Infanterie-Regiment „Großdeutschland“ gebildet,  aus dem bis zum Frühjahr 1943 die  Panzergrenadierdivision „Großdeutschland“ erstand. Zurück in Berlin blieb 1939 ein Regimentsstab mit vier Kompanien, der den Namen Wachbataillon Berlin trug. Am 1. Mai 1941 wurde das Bataillon auf fünf Kompanien erweitert. Am 1. Oktober 1942 erfolgte dann die Umbenennung in Wach-Bataillon Großdeutschland. 
Das Wachbataillon war vom Berliner Stadtkommandanten, Generalleutnant Paul von Hase, einem der Beteiligten am Umsturzversuch des 20. Juli 1944, dafür vorgesehen, während des Unternehmens Walküre das Regierungsviertel abzusperren und unter anderem Joseph Goebbels zu verhaften. Major Otto Ernst Remer, vormaliger Kommandeur der I./Pz. Grenadierregiment „Grossdeutschland“ und seit März 1944 Kommandeur des Wach-Bataillons in Berlin, riegelte das Regierungsviertel auch zunächst ab. Remer erfuhr aber vom Scheitern des Attentats auf Hitler und verhaftete daraufhin seinen Vorgesetzten Paul von Hase. Am 21. Juli 1944 kurz nach Mitternacht erschossen Soldaten der 4. Kompanie des Wach-Bataillons Grossdeutschland Oberst Claus Schenk Graf von Stauffenberg und seine Gefährten in Berlin.
Am 7. Februar 1945 wurde das Bataillon als Alarm-Einheit mobil gemacht und wiederum in Wachregiment Berlin umbenannt und an der Oder bei Küstrin eingesetzt. Der Verband wurde bei Kriegsende aufgelöst.